# Henri Louis Levasseur

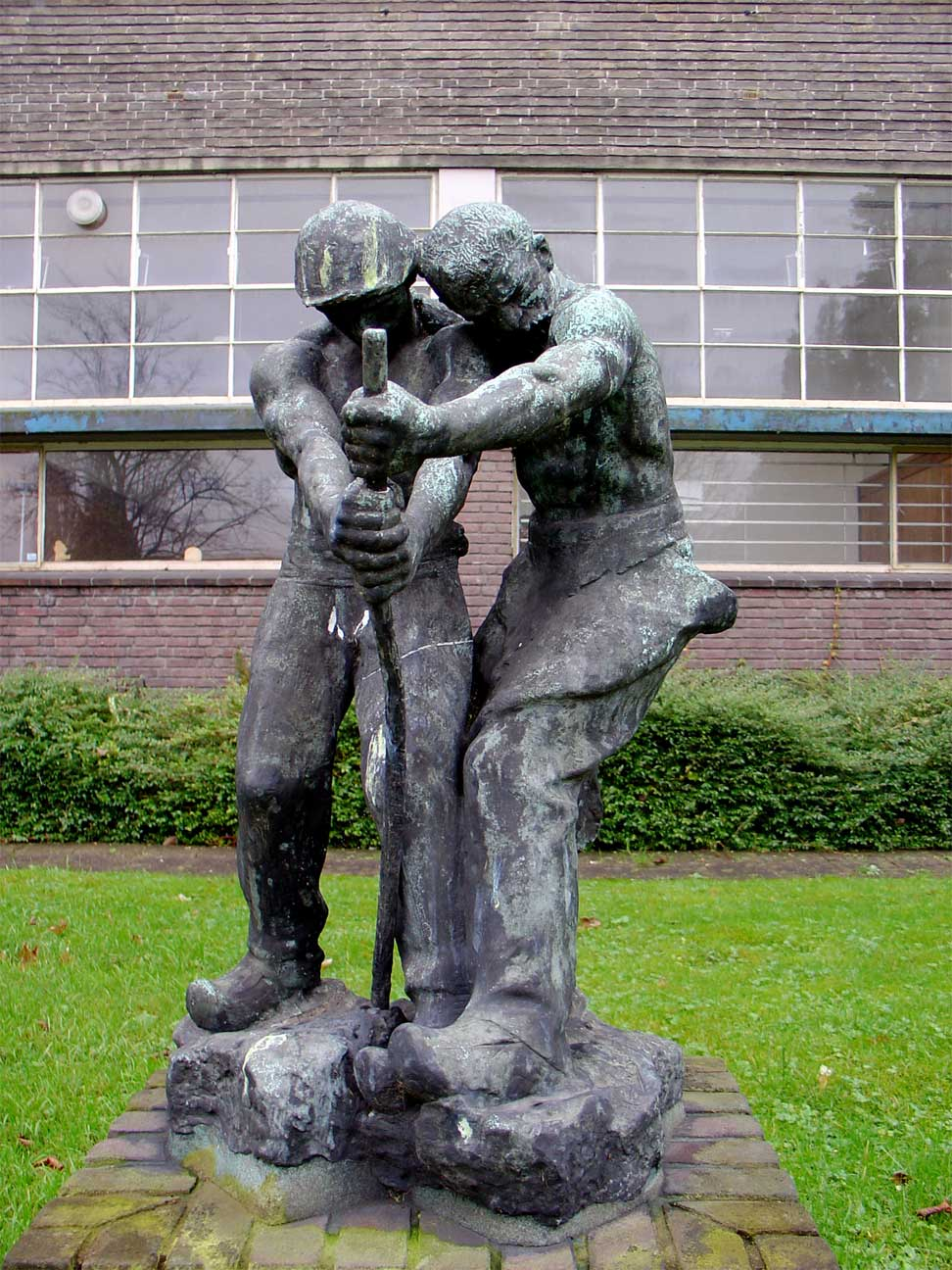
Samenwerking door Henri Levasseur bij de voormalige ambachtsschool in Gouda

Henri Louis Levasseur (Parijs, 16 april 1853 - 1934) was een Franse beeldhouwer.
Levasseur heeft les gehad van August Dumont, Jules Thomas en Eugène Delaplanche. Zijn werk is meerdere malen bekroond onder meer in de Salon des Artistes Français en op de Art Exposition.  Hij exposeerde in alle toonaangevende Franse salons in zijn tijd. Zelf was hij de leermeester van Ernest Justin Ferrand, Julien Prosper Legastelois, Claudius Marioton en Augustine Simonet.
In Gouda staat in de tuin van de voormalige ambachtsschool zijn beeld Samenwerking (zie afbeelding). Dit beeld is in bruikleen afgestaan door het Goudse museum. Het beeld is in februari 2014 gestolen uit de tuin van de voormalige ambachtsschool. Het beeld werd twee weken later teruggevonden en werd na de verbouwing van de ambachtsschool in 2017 teruggeplaatst.
- RKD-Nederlands Instituut voor Kunstgeschiedenis: 212594
- Virtual International Authority File: 2857153653283855900003